# Euxoa nigrata
Euxoa nigrata là một loài bướm đêm trong họ Noctuidae.